# FC Rimavská Sobota
El MŠK Rimavská Sobota es un club de fútbol eslovaco de la ciudad de Rimavská Sobota. Fue fundado en 1908 y juega en la Primera Liga de Eslovaquia.